# Villa Högudden

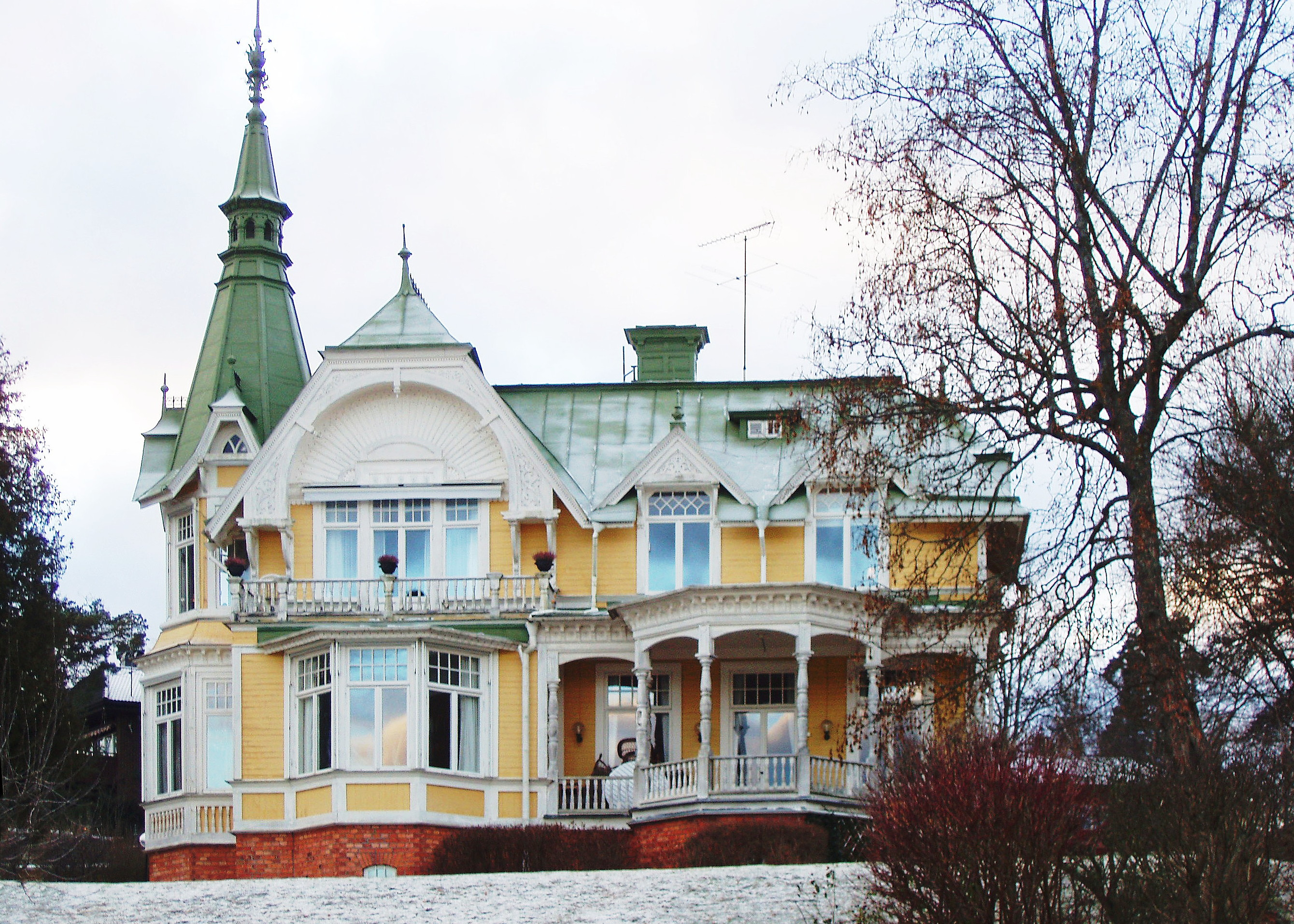
Villa Högudden, januari 2009.

Villa Högudden är en kulturhistoriskt värdefull byggnad vid Höguddsvägen 38 i området Högberga i Lidingö kommun. Den ursprunglig 1876 som sommarvilla uppförda byggnaden är sedan 1982 skyddad som byggnadsminne.

## Historik

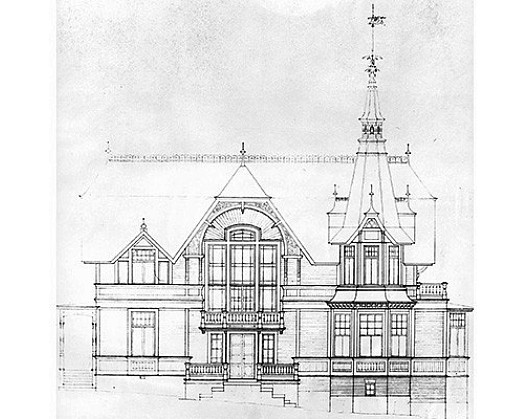
Lundroths ombyggnadsritning.

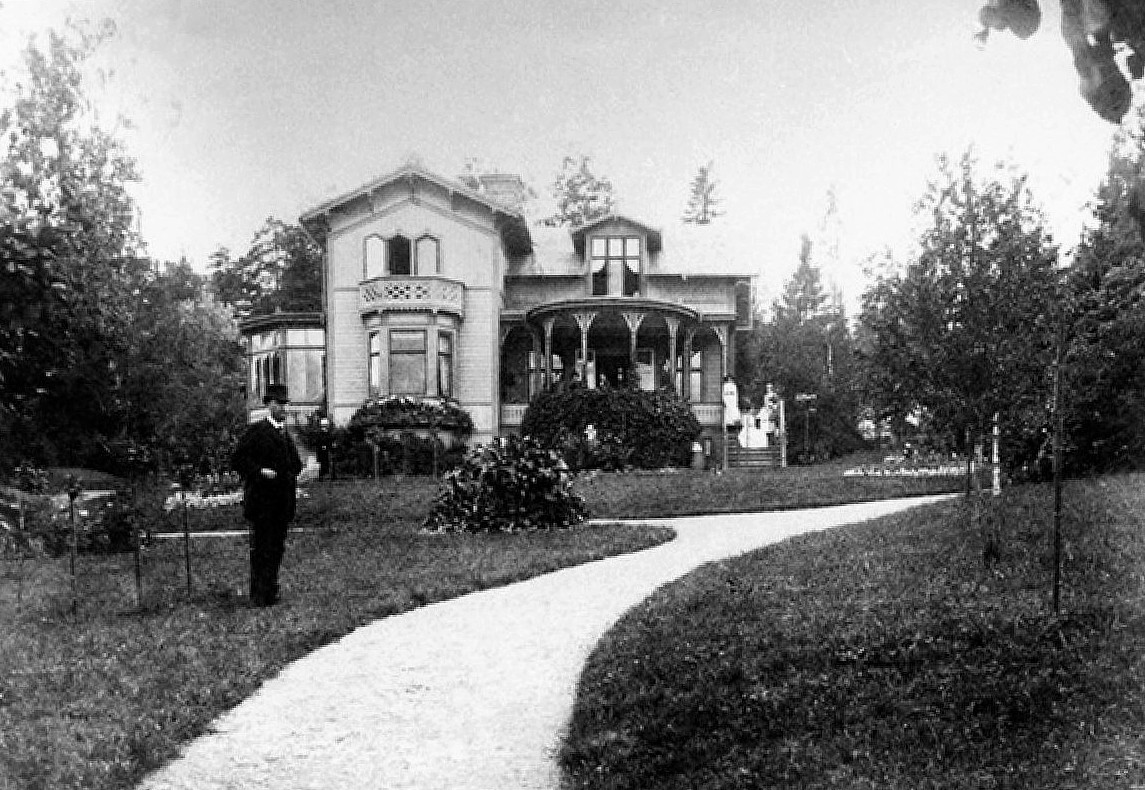
Villan med sitt ursprungliga utseende utan torn, 1885.

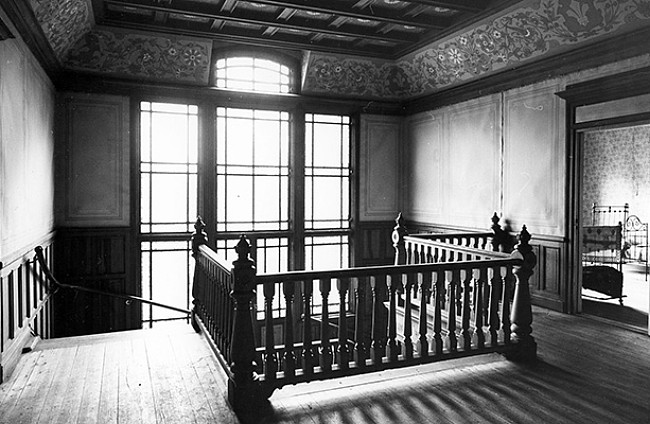
Interiör, 1967.

Villan uppfördes ursprungligen 1876 som sommarbostad för fastighetsmäklaren Magnus Neijber i en stil inspirerad av engelsk-amerikansk stick style-arkitektur. Huset med en bostadsyta i två våningsplan på 450 m² tillhör några av de största sommarvillorna i Stockholms skärgård. 
Villan fick sitt nuvarande utseende vid en större ombyggnad 1895 då professor Ragnar Bruzelius, Oscar II:s livmedikus, köpte fastigheten. Som arkitekt för ombyggnaden anlitades Erik Lundroth, som ritat ett flertal liknande villor i Djursholm och Saltsjöbaden. 
Den gulmålade trävillan har två våningar under plåttak av med flera takfall och uppvisar en tidstypisk panelarkitektur med torn, burspråk, verandor, balkonger och rik lövsågeridekor. Interiören är än idag väl bevarad. Huset hade rinnande vatten genom en vattencistern på vinden med självtryck ner till husets tappkranar och även en dusch med varmvatten. Familjen Bruzelius hade en fast anställd trädgårdsmästare.
När Bruzelius på sommaren skulle in till sin arbetsplats i Stockholm, tog han ångbåten in till stan från den egna anlagda ångbåtsbryggan nere vid stranden. Ursprungligen utgjorde tomten en sjötomt som sträckte sig ända ner mot vattnet, men som idag begränsas ner mot sjön av Lidingö stads strandpromenadstråk som går utefter vattnet runt större delen av Lidingö.
Till sommarens höjdpunkter på 1800-talet med Ragnar Bruzelius som ägare hörde Oscar II:s årliga besök ut till Högudden på sommaren där han anlände från Stockholms slott med den kungliga ångslupen Brage, ett besök som föregicks av flera dagars förberedelser.
År 1941 övertogs villan av bankinspektören Albert Tondén, gift med ett kusinbarn till Ragnar Bruzelius hustru. En tid hyrdes villan ut och var också med i Mai Zetterlings film Älskande par från 1964. Lidingö stad och Landstingsförbundet ägde fastigheten gemensamt i slutet av 1960-talet, då huset genomgick en omfattande renovering och användes därefter som konferensanläggning. Idag är villan en privatägd permanentbostad.
Villan är byggnadsminnesförklarad sedan 1982 genom Stockholms läns museum där man som motivering angett att ”Villa Högudden är med sina torn, burspråk, rika lövsågerier, verandor och balkonger ett kvalitativt högstående exempel på det sena 1800-talets sommarvilla-arkitektur”. Villan utgör idag ett representativt och kvalitativt högtstående exempel för sin tids sommarvillor. Byggnaden restaurerades 1967 och används nu som åretruntbostad.

## Bilder

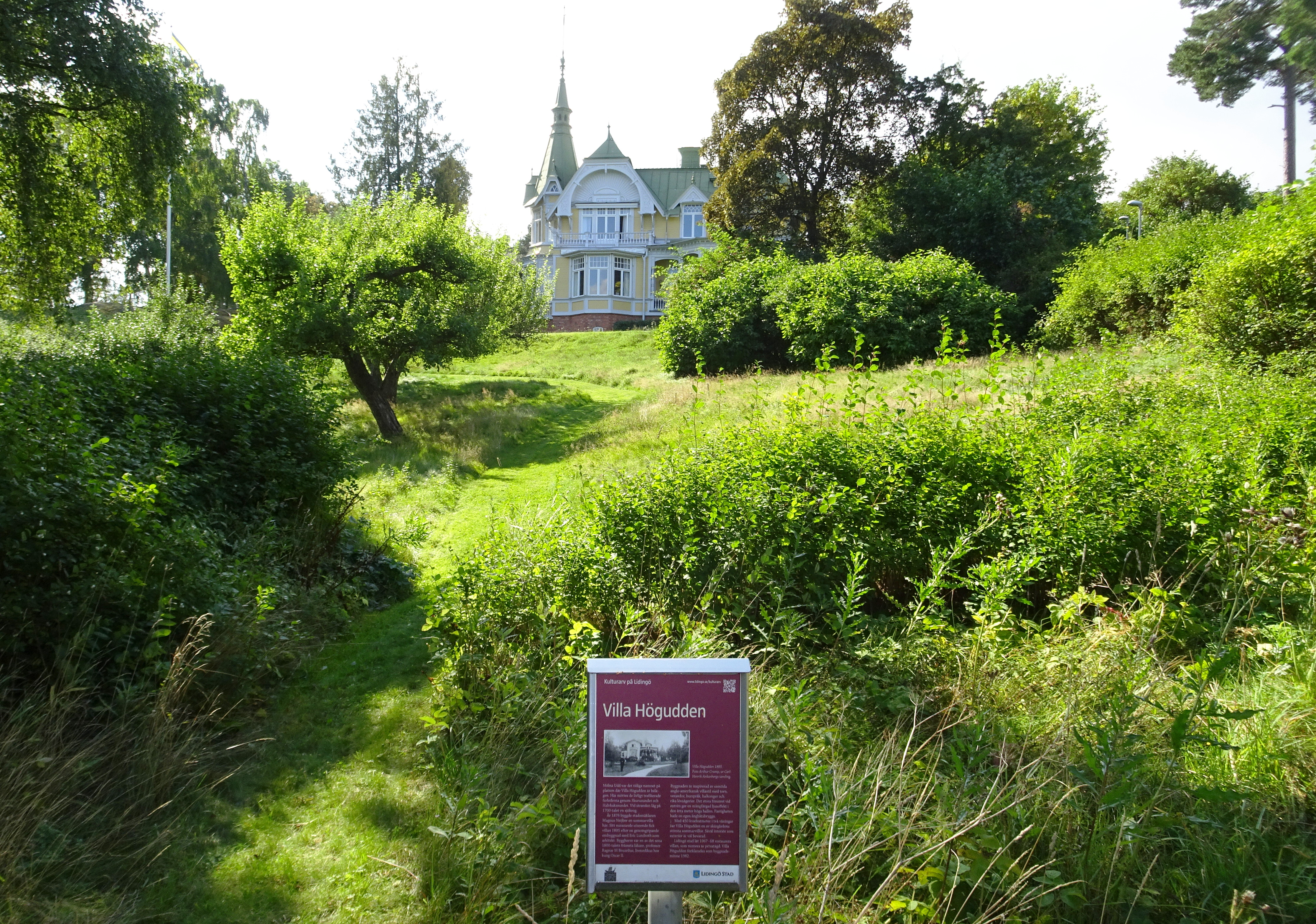
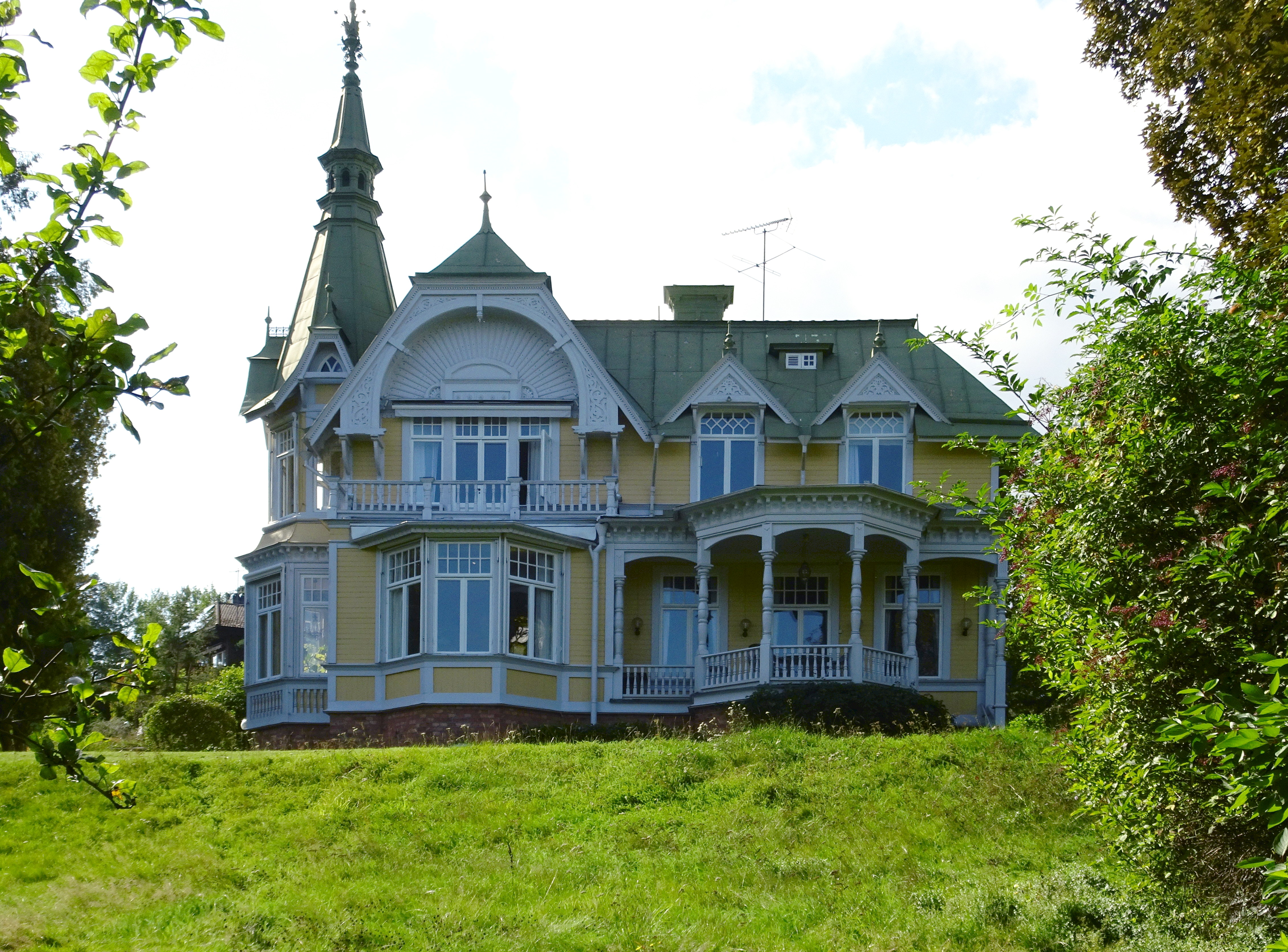
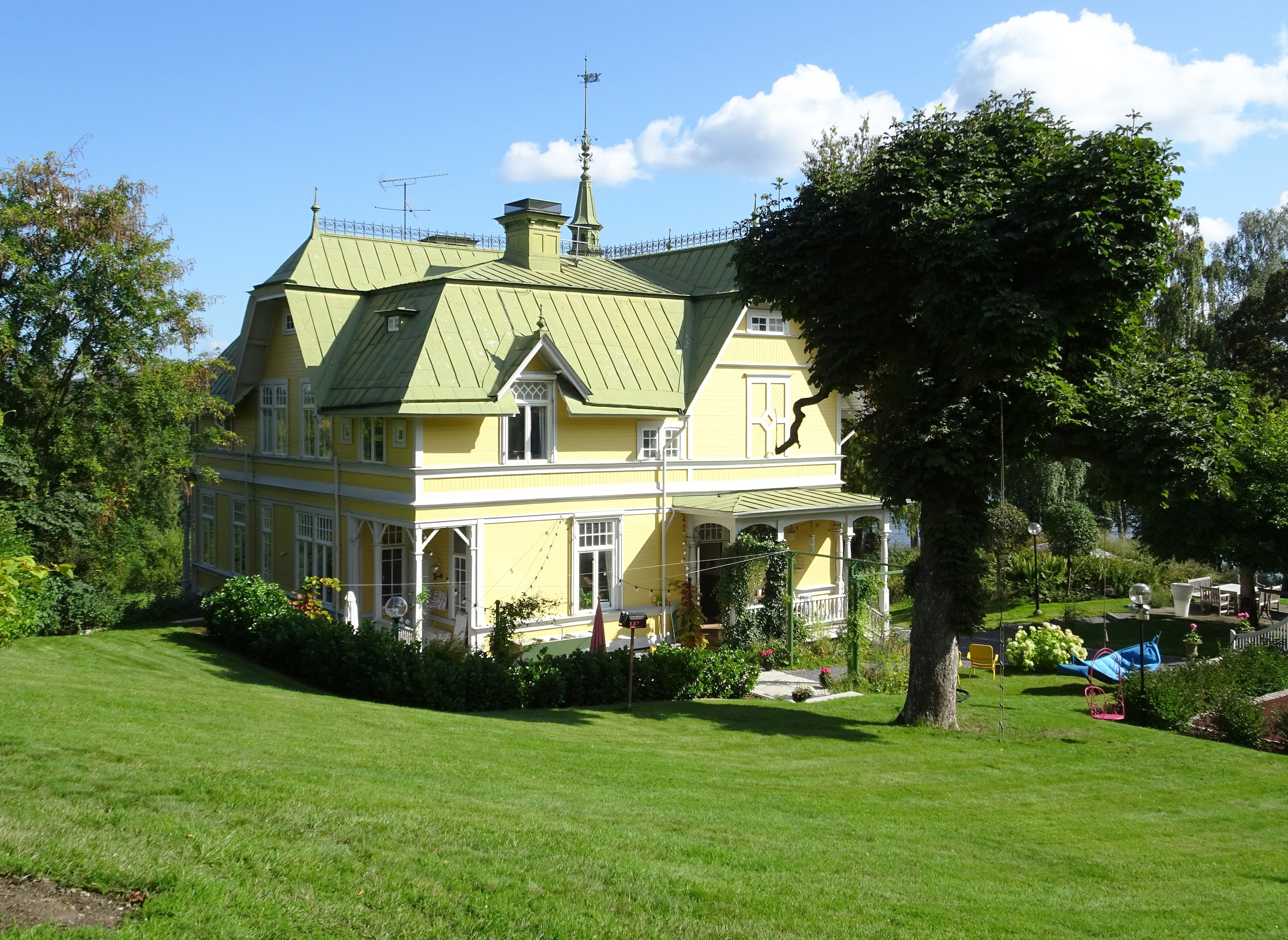
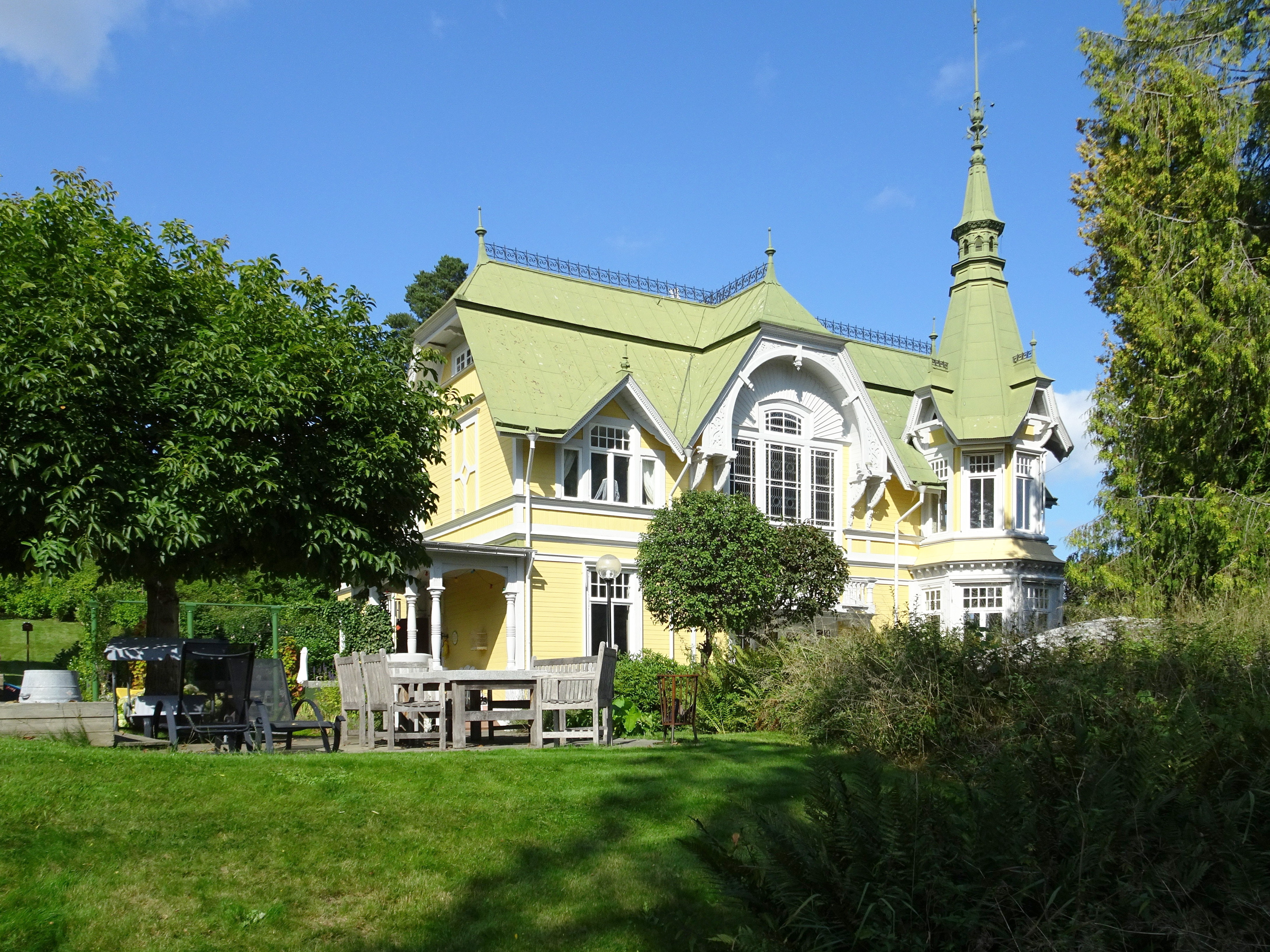

### Webbkällor
- Kulturhistoriskt intressanta områden i sydöstra Lidingö – Villa Högudden
- RAÄ:s bebyggelseregister: LIDINGÖ SMÖRKÄRNAN 1 - husnr 1, VILLA HÖGUDDEN